# Symphytognatha
Symphytognatha là một chi nhện trong họ Symphytognathidae.

## Các loài
- Symphytognatha blesti Forster & Platnick, 1977
- Symphytognatha brasiliana Balogh & Loksa, 1968
- Symphytognatha carstica Brescovit, Álvares & Lopes, 2004
- Symphytognatha chickeringi Forster & Platnick, 1977
- Symphytognatha fouldsi Harvey, 2001
- Symphytognatha gertschi Forster & Platnick, 1977
- Symphytognatha globosa Hickman, 1931
- Symphytognatha goodnightorum Forster & Platnick, 1977
- Symphytognatha imbulunga Griswold, 1987
- Symphytognatha orghidani Georgescu, 1988
- Symphytognatha picta Harvey, 1992
- Symphytognatha tacaca Brescovit, Álvares & Lopes, 2004
- Symphytognatha ulur Platnick, 1979